# 권아영
권아영(1996년 ~ )은 대한민국의 가수다. 2018년 EP [당신에게]로 데뷔했다.

## 방송
- 판타스틱 듀오 2 (2017) - 김범수X박정현 편 우승, 왕중왕전 3위
- 지니스테이지 (2019)
- 보컬플레이 2 (2019) - Top33(27위)
- 쇼킹 나이트 (2023) - 4위

## 음반
- 판타스틱 듀오 2 Part.3 (2017)
- 판타스틱 듀오 2 Part.21 (2017)
- 당신에게 (2018)
- 못갖춘마디 (2019)